# 物理氏
物理氏（もとろいし、もどろいし）は、日本の氏族。

## 概要
備前国の物理郷（現在の岡山市東区旧瀬戸町域の大半）を支配しており、瀬戸町坂根に物理城を築いて居城していた。しかし、延元の頃に物理貞茂が石橋左衛門に滅ぼされ滅亡した。一書には物理民部丞が浦上氏の為に没落したともあるが、民部丞は貞茂と同一人物と推定されている。

## 由来
古代氏に隷属して井戸や氷室の作業に従事していた村落の共同体である水取部（もひとりべ）が大化の改新によって解放された際に部の名を氏の名としたのが母止理部（もとりべ）であり、これが地名にも用いられるようになったのが地名の由来である。物理の表記は和銅6年（713年）に国郡郷の地名を好字で表記することになったことから「物の道理」の意味を持つ「物理」の字があてられ、転訛して物理（もとろい）となったと推定されている。物理氏は「物理」姓を名乗っていたことから物理郷の地頭であったと推定されている。